# Університетські вісті
Засновник: Донецький національний університет імені Василя Стуса
Рік заснування: 1966 
Статус видання: вітчизняна 
Мова:  українська, російська, англійська 
Вид видання за цільовим призначенням: інформаційне
Періодичність: щомісяця (у PDF-форматі) та двічі на рік (у друкованому вигляді)
|300x300пкс]]
Газета «Університетські вісті» («Университетские вести», «The University news») — офіційне видання Донецького національного університету імені Василя Стуса. У газеті висвітлюється діяльність колективу університету, навчального процесу університету, наукової та громадської діяльності, студентського життя.

## Історія
Перший номер газети «Університетські вісті» вийшов з друку у 1966 році. 
 «Шапку» з логотипом «Університетських вістей», на якій зображений Головний корпус ДонНУ у м. Донецьк, розробив Володимир Шатунов.
У зв’язку з окупацією м. Донецька терористичним угрупуванням «Донецька народна республіка» та переїздом ДонНУ у м.Вінниця згідно з наказом МОН України  від 30. 09.2014 р. «Про організацію навчального процесу ДонНУ в місті Вінниця» № 1084, газету на деякий час припинили випускати.  
У лютому 2015 року, під редакцією Анастасії Рибальченко та Вікторії Попової газета  розпочала своє друге життя.
У 2016 році колектив ДонНУ святкував 50-річний ювілей газети. З приводу цього у травневому виданні №5 (1530) з`явилась стаття, присвячена святковій події.
Газета має свій сайт, де публікуються поточні новини університету та номери газети у PDF-форматі. З липня 2017 року сайт змінив свій інтерфейс на більш сучасний та зручний у користуванні.

## Редактори газети
2015-2016 – Анастасія Рибальченко 
2016 – Анна Кулабухова
2017 – Олена Самойленко 

## Аудиторія газети
Студенти, аспіранти, викладачі, співробітники, партнери Донецького національного університету імені Василя Стуса, а також ті, хто цікавиться сучасним життям Університету.

## Редакція та наклад
Редакція газети знаходиться за адресою: м. Вінниця, вул. 600-річчя, 21. Наклад газети  друком становить 500 примірників (2017 р.). 

## Категорії
Історія Донецька | Друковані видання Донецька | Інтернет-газети  України | Донецький національний університет імені Василя Стуса | Друковані видання, засновані 1966